# 스오 마사유키
스오 마사유키(일본어: 周防 正行, 1956년 10월 29일 ~)는 일본의 영화 감독이자 각본가이다. 도쿄도 출신이며, 릿쿄 대학 문학부 프랑스 문학과를 졸업했다. 부인은 발레리나 겸 배우 구사카리 다미요다. 그의 영화 음악을 자주 담당하는 스오 요시카즈는 사촌형이다.

## 주요 작품

### 감독
- 1989년 《팬시 댄스》
- 1991년 《으랏차차 스모부》
- 1996년 《쉘 위 댄스》
- 2007년 《그래도 내가 하지 않았어》
- 2011년 《댄싱 채플린》
- 2014년 《무기는 레이디》(예정)